# سيدي أحمد أو عمرو
سيدي أحمد أوعمر هي جماعة قروية في إقليم تارودانت بجهة سوس ماسة جنوب المغرب. وهي تضم 15982 نسمة، حسب الإحصاء العام للسكان والسكنى لسنة 2014.
يبعد مركز الجماعة عن مدينة تارودانت بـ 30 كلم، وعن مدينة أولاد تايمة بـ 4 كلم.

## دواوير الجماعة
تتكون جماعة سيدي أحمد أوعمر من الدواوير التالية:
- دوار أكريديس
- دوار أيت علي بن أحمد
- دوار أولاد هماد
- دوار بوعصيدة
- دوار أيت قاسم
- دوار عين البيضاء
- دوار أيت حمو
- دوار سمومات الواد
- دوار أغشيين
- دوار الطلبة
- دوار أيت سعيد بن إبراهيم
- دوار القصيبة
- دوار أيت حمادي
- دوار أيت عبو
- دوار أيت بلقاسم
- البيض
- الخروبة

## التعليم
قائمة المؤسسات التعليمية في جماعة سيدي أحمد أوعمر:
- مجموعة مدارس أولاد هماد (المركزية: أولاد هماد / الوحدات: أكريديس - أيت علي بن أحمد - بوعصيدة)
- مجموعة مدارس سيدي أحمد أوعمر (المركزية: سيدي أحمد أوعمر / الوحدات: أغشيين)
- مجموعة مدارس القاضي عياض (المركزية: آيت حمو / الوحدات: سمومات الواد - البيض)
- مجموعة مدارس الطلبة (المركزية: الطلبة / الوحدات: أيت حمادي - الخروبة)

## النقل والطرق

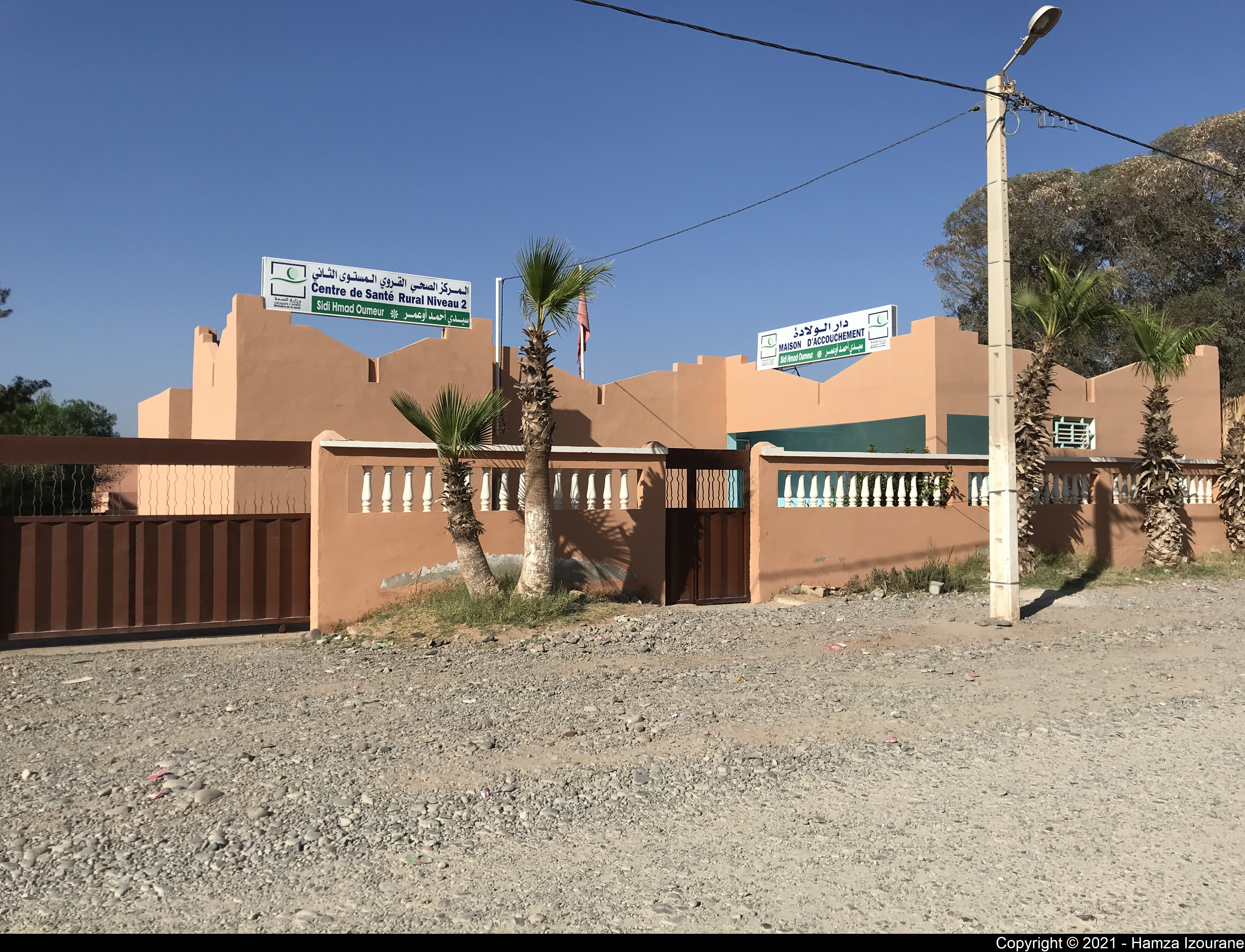
المركز الصحي سيدي أحمد أوعمر

## الصحة
تتوفر جماعة سيدي أحمد أو عمر على مركز صحي قروي من المستوى الثاني مع دار للولادة.